# Казыльяры
Казыльяры — деревня в Верхнеуслонском районе Татарстана. Входит в состав Ямбулатовского сельского поселения.

## География
Находится в западной части Татарстана на расстоянии приблизительно 27 км на юг-юго-запад от районного центра села Верхний Услон.

## История
Основана в 1920-х годах.

## Население
Постоянных жителей было в 1926 году — 112, в 1938 — 117, в 1949 — 83, в 1958 — 102, в 1970 — 122, в 1979 — 94, в 1989 — 49. Постоянное население составляло 24 человека (русские 33 %, чуваши 67 %) в 2002 году, 8 в 2010. По данным 2018 года большинством жителей стали русские.